# Bohunivka, Novomîkolaiivka
Bohunivka (în ucraineană Богунівка) este un sat în comuna Novoivankivka din raionul Novomîkolaiivka, regiunea Zaporijjea, Ucraina.

## Demografie
Componența lingvistică a localității Bohunivka
     Ucraineană (95,92%)
     Rusă (4,08%)
Conform recensământului din 2001, majoritatea populației localității Bohunivka era vorbitoare de ucraineană (95,92%), existând în minoritate și vorbitori de rusă (4,08%).